# Parque Nacional de Keoladeo
O Parque Nacional de Keoladeo situa-se em Rajasthan, Índia. Esta antiga reserva para caça de patos das Maharajas é uma das maiores áreas de invernação para grandes quantidades de aves aquáticas do Afeganistão, Turquemenistão, República Popular da China e Sibéria. O parque abriga cerca de 364 espécies de aves, incluindo o raro grou-siberiano.